# ستيف إدواردز (لاعب كرة قدم أمريكية)
ستيف إدواردز (بالإنجليزية: Steve Edwards)‏ هو لاعب كرة قدم أمريكية أمريكي، ولد في 20 فبراير 1979 في شيكاغو في الولايات المتحدة.

## وصلات خارجية
- ستيف إدواردز على موقع مرجع كرة القدم المحترفة.كوم (الإنجليزية)
- ستيف إدواردز على موقع JustSportsStats.com (الإنجليزية)